# 寄生虫

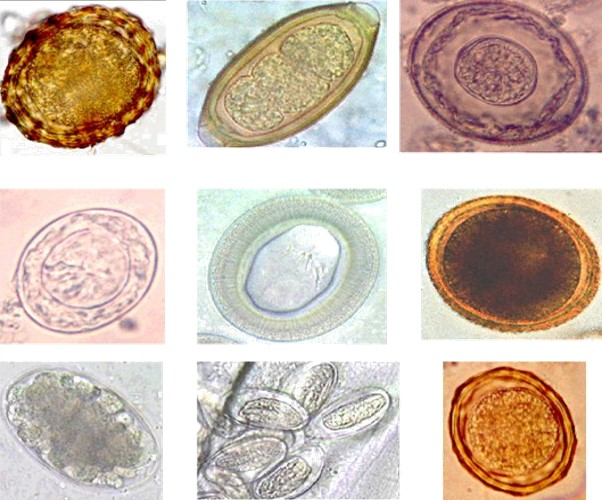
一些不同种类的寄生虫的卵。

寄生虫（英語：parasitic worm）指的是以寄生为生的各种无脊椎动物。寄生虫属宏观寄生物，其成虫形态一般可以用肉眼看到。寄生虫中有不少是腸道寄生蟲，经土壤传播。其余像血吸虫这种则是在血管内生活。蚂蟥、單殖吸蟲则是在体外寄生，因此不属于内寄生虫。
内寄生虫在宿主体内生活、进食。内寄生虫从宿主那里获得养分和庇护，同时也阻止宿主吸收营养，有时候会给宿主造成虚弱和疾病的症状。内寄生虫一般不能完全在宿主体内繁殖，其生命周期的一些阶段需要在体外度过。内寄生虫能在哺乳动物体内存活多年，是靠其分泌免疫调控物质，控制宿主免疫反应的能力。内寄生虫全都是卵生。虫卵外部有一层壳，可以保护虫卵，在环境中存留几个月至几年。
多細胞類的寄生蟲多數為蠕蟲狀，英文稱為「Helminth」，造成的病一般叫做蠕虫病。

## 寄生虫与人类
人体对寄生在人体身上的寄生虫来说是理想的栖息環境。它们可能透过空气，饮用水，食物或直接接触进入人体。寄生虫通常有固定在人体身上的能力，如为适应寄生生活而发展出来的器官：猪肉绦虫的新皮（Neodermis）、带钩和吸盘的头节（Scolex）、退化的肠、节片（Proglottid）繁殖和水蛭的吸盘等；或者是寄生虫形态的变化，如寄生鲇吸血后身体会膨胀。牛肉绦虫在10周内可从一受精卵生长至2－4米长，而且受感染者一开始并无感觉。数周后可发现糞便里含有会动的虫体节，每個体节可含5万个受精卵。
螨虫等细小節肢動物可以寄生在人的表面皮肤。人的消化道可被猪肉绦虫、牛肉绦虫等寄生。若寄生虫进入人体循环系统，可以攻击白细胞，寄生在肺、肝等脏器或是堵塞血管或淋巴管，引起如肝硬化、门脉高压、象皮病等疾病。人如果是猪肉绦虫的中间宿主，寄生虫甚至可能到达心臟或大脑，危及生命。
而人类想完全隔绝寄生虫又是不可能的。据BBC Exclusive称，全球有14亿人受到寄生虫危及健康的威胁。而每个人身上都“栖息”有过100万只寄生细菌、昆虫。特别是在卫生条件较差的非洲和亚洲，蚊子猖獗，饮用水污染严重，人民营养不良，可见到班氏絲蟲引起的象皮病等寄生虫疾病。
寄生虫可能改变寄主的行为，以完成自身的生活史。人类若受到脑部寄生虫的寄生，如终生寄生在脑部的弓形虫，反应能力会降低。非洲麦地那龙线虫需要在水中產下幼蟲，因此它们會寄生在人的腳部，给与病人灼烧感，使得病人不得不进入附近河流湖泊之类的水域洗刷，寄生虫就能得到其需要的繁殖环境。鼠类感染弓形虫后，不会逃避天敌猫的捕食，使寄生虫得以在终宿主猫身上继续发育。